# Большое, отважное, прекрасное путешествие
«Большое, отважное, прекрасное путешествие» (англ. A Big Bold Beautiful Journey) — будущий американский художественный фильм режиссёра Когонады по сценарию Сета Рейсса. Главные роли в фильме исполнили Марго Робби и Колин Фаррелл.
Премьера фильма запланирована на 19 сентября 2025 года.

## Сюжет
Подробности пока не разглашаются, но сюжет описывается как фантастическая история о двух незнакомцах и невероятном путешествии, которое их объединяет.

## В ролях
- Марго Робби — Сара
- Колин Фаррелл — Дэвид[4]
- Лили Рэйб
- Джоди Тернер-Смит
- Фиби Уоллер-Бридж
- Хлоя Ист

## Производство
Фильм будет снят компанией Imperative Entertainment, режиссёром стал Когонада, автором сценария Сет Рейсс. Дэн Фридкин, Брэдли Томас и Райан Фридкин из Imperative Entertainment стали продюсерами фильма, а также Йоури Хенли и Рейсс. Марго Робби и Колин Фаррелл получили главные роли в феврале 2024 года. В апреле 2024 года к актёрскому составу присоединились Лили Рэйб, Джоди Тернер-Смит, Фиби Уоллер-Бридж и Люси Томас.
Основные съёмки начались в Калифорнии в апреле 2024 года. В мае в актёрский состав вошли Билли Магнуссен, Сара Гадон, Хэмиш Линклейтер, Брэндон Переа, Юви Хехт, Калахан Скогман, Хлоя Ист, Жаклин Новак и Дженнифер Грант. Премьера фильма состоится 9 мая 2025 года.

## Выход
Выпуск фильма в США намечен на 19 сентября 2025 года. Первоначально премьера фильма была запланирована на 9 мая 2025.